# Barbula intermedia
Barbula intermedia là một loài rêu trong họ Pottiaceae. Loài này được (Brid.) A.W.H. Walther & Molendo mô tả khoa học đầu tiên năm 1868.